# Куликовское (Бердянский район)
Куликовское (укр. Куликівське) — село,
Новопетровский сельский совет,
Бердянский район,
Запорожская область,
Украина. Расположен на берегу Белосарайского залива.
Код КОАТУУ — 2320684502. Население по переписи 2001 года составляло 62 человека.

## Географическое положение
Село Куликовское находится на берегу Азовского моря, в 5-и км от села Урзуф.